# Ivan II. Bugarski
Ivan II. (bug. Иван II) († prije 1330.) bio je car Bugarske iz dinastije Smilec. Vladao je od 1298. do 1299. Ivanov je otac bio car Smilec, a majka Smilcena. Ona je bila kći bizantskog plemića Konstantina Paleologa.
Nakon smrti Smilca, Ivan je postao car, ali je bio mlad, pa je Smilcena preuzela upravu.  Smilcena je pobijedila braću svog muža te je udala svoju kćer Marinu za Aldimira. On je bio despot Krana.
Ivan je morao pobjeći iz Bugarske te je novi car postao Mongol Čaka.
Ivan je ostatak života proveo u Bizantu te je bio znan kao Ivan Komnen Duka Angel Branas Paleolog (Iōannēs Komnēnos Doukas Angelos Branas Palaiologos), ali je poslije promijenio ime u Joasaph jer je postao redovnik.